# Baldur's Gate III
Baldur's Gate III — ізометрична рольова відеогра, розроблена Larian Studios. Це третя основна гра в серії Baldur's Gate, заснована на настільній рольовій системі Dungeons & Dragons 5-го видання. Проєкт містить понад 170 годин кінематографічних роликів та втричі більше кінематографічних діалогів, ніж усі три романи «Володаря перснів», разом узяті, та бібліотеку з понад 600 заклинань і вмінь. Перший акт гри вийшов у дочасному доступі Steam для платформ Windows, macOS, Stadia 6 жовтня 2020. Гра залишалася в ранньому доступі до свого релізу на ПК і Steam Deck 3 серпня 2023 року. На PlayStation 5 гра вийшла 6 вересня, на macOS — 22 вересня, а на Xbox Series X|S — 7 грудня того ж року.
Baldur's Gate III отримала всесвітнє визнання й зібрала численні нагороди від ігрових критиків, включно зі званням «Гри року» і стала першою, що отримала нагороди на всіх п'яти основних церемоніях нагородження відеоігор: Golden Joystick Awards, The Game Awards, D.I.C.E., Game Developers Choice Awards та British Academy Games Awards, а деякі профільні видання називають її грою десятиліття. Окремо виділяють також акторський склад, до якого розробники залучили як провідних голлівудських акторів, зокрема Джейсона Айзекса та оскароносного Джонатана Сіммонса, так і відомих в ігровій індустрії акторів озвучування: Метью Мерсера, Меґґі Робертсон та інших.
Станом на 2024 рік продано більше 10 мільйонів копій гри.

## Ігровий процес
Baldur's Gate III — ізометрична рольова відеогра з видом від третьої особи та покроковою механікою бою. У грі можливо використовувати як стандартну інтерактивну камеру з-за плеча персонажа, так і змінювати її на тактичну, переходячи на огляд з висоти пташиного польоту для більшої зручності під час бойових зіткнень.

Процес створення персонажа в Baldur's Gate III

Нова гра починається зі створення персонажа, причому вибір, який робиться щодо раси, походження, статистики та класу (окрім зовнішнього вигляду), впливає на те, які вибори можна зробити в діалогах з неігровими персонажами або при взаємодії з інтерактивними об'єктами. Гравець може створити абсолютно індивідуального героя або вибрати одного із семи оригінальних, написаних розробниками персонажів, кожен з яких має власну унікальну передісторію, бажання та ставлення до навколишнього світу. Усі невибрані гравцем оригінальні персонажі (окрім Темної Жаги) з'являться в ігровому світі як супутники, котрих гравець може залучити до свого гурту протягом своїх ігрових пригод. Оригінальний персонаж Темна Жага має деякі особливості, що відрізняють його/її як від створених гравцем з нуля, так і від інших оригінальних героїв — це єдиний випадок, коли гравець може повністю кастомізувати оригінального персонажа з передісторією та вибрати расу, гендер і зовнішність, що для інших 6-ти оригінальних героїв є неможливим. Темна Жага також не увійде до складу команди гравця під час пригод, якщо той грає за будь-якого іншого персонажа, хоча з'явиться як неігровий персонаж в ігровому світі.
У грі доступно 11 рас (люди, карлики, ґітьянкі, ельфи, дроу, бісини, піврослики, напівельфи, гноми, напіворки та драконичі), кожна з яких має певну кількість субрас (лісові/високі ельфи та ін.) та 12 D&D класів (варвар, бард, клірик, друїд, боєць, монах, паладин, слідопит, пройдисвіт, чародій, чаклун та чарівник), кожен з яких, у свою чергу, поділяється на відповідні підкласи, яких загалом 46.
Гра має структуру розбитого на кілька секцій напіввідкритого світу, який гравці можуть вільно досліджувати. Дослідження передбачає відвідування локацій по мірі їх відкриття, більшість з яких приховані під туманом війни. Щоб дозволити гравцям швидше подорожувати ігровим світом, розробники ввели портали, що дають змогу миттєво пересуватися дослідженою мапою. Різні регіони, які складають ігровий світ, не масштабуються за рівнем, тобто гравці можуть бути занадто слабкими чи сильними для ворогів, подорожуючи тим чи іншим регіоном. У кожній великій локації гравці можуть виконувати побічні квести з розгалуженою системою наслідків. Наприклад, вкрадене гравцем яйце ґітьянкі для, здавалося б, незначного побічного квесту в першому акті гри може призвести до знищення окремої ігрової фракції у фінальному третьому акті та, як наслідок, утрати важливого союзника в майбутньому.
Активний ігровий гурт може налічувати до чотирьох персонажів включно з протагоністом. Досліджуючи ігровий світ, виконуючи квести та перемагаючи ворогів, гурт заробляє бали досвіду та підвищує свій рівень до максимального 12-го. З досягненням кожного нового рівня персонажам стають доступні нові вміння та заклинання згідно із системою D&D 5-го видання в рамках вибраних для них класів. Протягом однієї ігрової доби кожному класу доступне використання обмеженої кількості навичок або заклинань. Використавши весь свій доступний арсенал, персонажі повинні відпочити в таборі, котрий у грі є окремою локацією та місцем спілкування із супутниками.

Гравець може розмовляти та взаємодіяти як із членами свого гурту, так і з іншими неігровими персонажами, що долучаються до табору гурту під час пригод. Дерево діалогів пропонує кілька варіантів на вибір гравця, що можна використовувати для переконання, обману або залякування інших персонажів. Гравцю часто доводиться вибирати між морально неоднозначними варіантами, які призводять до наслідків, що впливають на ігровий усесвіт та його розвиток і навіть можуть призвести до смерті супутника або іншого знакового персонажа ігрового світу. Напарники реагують на зроблені гравцем вибори через «систему схвалення». Коли рішення гравця ідуть у розріз із їхнім світоглядом, схвалення спадає, а це може призвести до того, що супутник покине команду або навіть нападе на протагоніста. На основі своїх ігрових виборів гравець може завести романтичні стосунки майже з усіма своїми товаришами по табору.

Ігролад під час бойового зіткнення з босом: на екрані склад активного гурту, порядок усіх учасників та доступні дії поточного персонажа.

### Бойова система
Бойова механіка має багато спільного з попередньою грою розробників, Divinity: Original Sin II, проте створена з урахуванням правил 5-го видання DnD, до яких Larian внесли ряд власних правок та спрощень. Типова бойова зустріч є сутичкою між двома сторонами, шквалом з ударів зброї, трюків, парирувань, перебіжок та чарування. Гра організує хаос бою у циклі раундів і ходів. Раунд становить близько 6 секунд в ігровому світі. Під час раунду кожен учасник битви робить свій хід. Порядок ходів визначається на початку бою, коли кожен робить кидок віртуальної кісточки на ініціативу. Щойно усі зроблять свій хід, бій переходить до наступного раунду, якщо жодна зі сторін не перемогла іншу.
У бою кожному його учаснику доступний ряд дій, які можливо здійснити протягом одного ходу. Ці дії визначаються як класом, так і унікальними особливостями персонажа чи монстра, прописаними у «Підручнику Гравця» та «Посібнику з Монстрів» для 5-ї редакції. Під час бою в Baldur's Gate III підконтрольним персонажам гравця доступні такі дії: «атака», «біг», «відступ», «допомога», «стрибок», «скрадання» та «використати предмет». Показники атаки, захисту, ушкоджень, бонусів чи штрафів до них, а також інших модифікаторів визначаються виключно кидками віртуальних костей.

### Мережева гра та кооперативний режим
У грі доступна мережева гра на чотирьох гравців та кооперативний режим з роздільним екраном для двох. Гравці можуть приєднатися до гурту перед початком ігрової сесії, під час створення персонажа або в процесі поточної гри. Кожного з оригінальних ігрових персонажів можна вибрати лише одноразово або, за бажанням, гравець може створити власного з нуля. Ігрова інформація з нотаток у щоденнику про поточні пригоди, відкриття на міні-картах та алхімічні рецепти доступна всім гравцям в активному гурті. За замовчуванням у багатокористувацькій грі також є спільний інвентар, але гравці мають можливість заблокувати свій інвентар від інших. Гравці також діляться очками натхнення, які отримують, досягаючи цілей, визначених вибраною ними передісторією. Як і в одиночній грі, очки натхнення дають можливість перекинути кості невдалої перевірки в діалозі. У багатокористувацькій грі всі члени гурту беруть участь в діалогах, розпочатих іншим гравцем, голосуючи за вибраний ними варіант. Деякі вибрані сцени, включно з романтичними, — приватні, але, за бажанням, гравці можуть оприлюднити всі приховані сцени для свого гурту, змінивши відповідні параметри в ігрових налаштуваннях.

## Синопсис
Події гри відбуваються через понад сто років після подій Baldur's Gate II: Shadows of Amn. Структура сюжету типова для свого жанру, де ключові події історії залишаються здебільшого незмінними незалежно від вибору гравців, але зі значними варіаціями в деталях і способах досягнення основних цілей. Персонаж гравця був викрадений ілітидами, також знаними як «мізкожери», що розпочали вторгнення на Фейрун. Основною відмінністю раси ілітидів є їхні вражаючі здібності телепатії та гіпнозу. Вони вважають себе панівною расою та використовують інших розумних створінь як рабів. Розмножуються ілітиди, імплантуючи паразитів-пуголовків у мозок будь-якого розумного створіння, яке через кілька днів перетворюється з носія паразита на повноцінного дорослого мізкожера.

### Сюжет
На початку гри протагоніст із уже імплантованим у мозок пуголовком приходить до тями на навтилоїді саме в той момент, коли на корабель здійснюють напад воїни ґітьянкі. Навтилоїд тікає через кілька вимірів, включно з пекельним виміром Авернусом. Головний герой разом з кількома бранцями звільняється під час бою та спрямовує пошкоджене судно назад на Фейрун, де воно зазнає аварії. Протагоніст у компанії з іншими супутниками, що вціліли під час корабельної трощі, — чарівником Ґейлом (Тім Дауні), клірикинею Тінесердою (Дженніфер Інґліш), вампіром Астаріоном (Ніл Ньюбон), чаклуном Віллом (Тео Соломон), воїнкою Лей'зель (Девора Вайлд) та варваркою Карлак (Саманта Берт) — шукають спосіб видалити паразитів зі свого мозку, перш ніж ті перетворять їх на мізкожерів. Пошуки зрештою виводять пригодників на таємничу релігійну секту, що поклоняється новій богині, яку вони називають «Абсолют». Незабаром таємничий страж-опікун, відомий як Гість зі Снів (Діана Бермудес / Етан Рейд), розповідає героям, що сама Абсолют і діяльність її секти становить загрозу для всього Фейруну. Опікун усіма силами заохочує героїв не уникати магічних сил, наданих їм паразитом мізкожерів, а натомість використовувати їх сповна, щоби перемогти ворогів. Пригодникам вдається проникнути в самісіньке серце основної бази секти Абсолют, де вони дізнаються, що за всім стоять обранці так званої Мертвої Трійці: богів Бейна (Девід Рінтул), Баала (Даґ Кокл) і Меркула — Лорд Енвер Ґорташ (Джейсон Айзекс), Багряна Орін (Меґі Робертсон) і Кетерік Торм (Джонатан Сіммонс). За допомогою стародавнього артефакту їм удалося підкорити прамозок ілітидів і використовувати його для контролю не тільки над сектантами, а й самими ілітидами, з планами змусити їх напасти й захопити Браму Балдура. Протагоністу із союзниками, до яких приєднуються друїд Галсін (Дейв Джонс) або Мінтара (Емма Ґрегорі) і герої Фейруну минулих років — друїдка Джагейра (Трейсі Вайлс) із слідопитом Мінском (Метью Мерсер) — урешті-решт удається знищити обранців Мертвої Трійці й узяти під контроль прамозок, котрий протагоніст може знищити, урятувавши мирних жителів, або підкорити своїй волі, установивши тоталітарну владу у Фейруні.

## Розробка

Колекційне видання Baldur's Gate III:
◇ 25 см фігурка «Мізкожер проти дроу»
◇ 160-сторінковий артбук у твердій палітурці
◇ тематичний набір наклейок і тканинна мапа Фейруна
◇ набір таблиць персонажів, натхненних системою правил D&D
◇ металевий брелок-пуголовок і гравіровані металічні кості d20
◇ сертифікат автентичності на всю фізичну продукцію
◇ весь внутрішньоігровий вміст видання делюкс: набір бардівських пісень, внутріщньоігровий скін для костей d20, ігровий саундтрек, набір внутрішньоігрових предметів, натхненних Divinity: Original Sin II

Larian Studios протягом деякого часу були зацікавлені у створенні продовження серії Baldur's Gate, вперше звернувшись до Wizards of the Coast після випуску Divinity: Original Sin приблизно у 2014 році. У той час Wizards of the Coast побоялися довірити Larian свою головну франшизу. Але вже 2017 року, після випуску Divinity: Original Sin II, дорелізні матеріали якої вразили Wizards of the Coast, вони знову зв'язалися з Larian. Тож на завершальній стадії розробки Divinity: Original Sin II Larian зібрали невелику групу для розробки й презентації своїх ідей щодо Baldur's Gate III.
Перший тизер Baldur's Gate III було представлено за тиждень до E3 2019. Студія продемонструвала його під час презентації Google Stadia безпосередньо перед E3, підтвердивши випуск гри на платформах Windows і Stadia. А вже 5 жовтня 2020 року Larian Studios оголосили, що гра буде випущена і на macOS. Baldur's Gate III працює на рушії Divinity Engine 4.0.
Baldur's Gate III спочатку планувалося випустити в ранній доступ 30 вересня 2020 року. Пізніше цю дату було перенесено на 6 жовтня 2020 року. Гра залишалася в дочасному доступі до дня свого повного випуску в серпні 2023 року. Після закриття Stadia 18 січня 2023 року повну версію для Stadia було скасовано й «оголошено про пошук альтернативних потокових рішень», а менше ніж через місяць, 9 лютого, було здійснено повний перехід на GFN.
У січні 2023 року Wizards of the Coast (власник ліцензії на всі проєкти, засновані на D&D системі) опинилися в центрі скандалу у зв'язку з витоком інформації про переосмислення політики ліцензування проєктів на основі їх власності: компанія намагалася скоротити конкурентів і значно посилити контроль над розробниками, що придбали в них права на використання їхньої ІВ. Це призвело до масових протестів щодо їх продукції з боку спільноти, включно із закликами деяких особливо вразливих користувачів до масового бойкоту на той час ще не випущеної Baldur's Gate III. Щоб заспокоїти свою фанбазу, Larian Studios оголосили, що зміни Wizards of the Coast в ліцензії OGL жодним чином не вплинуть на їхню гру.
На PlayStation State of Play 2023 року, після майже трьох років у дочасному доступі, Larian оголосили остаточну дату виходу: 31 серпня 2023 року гра повинна була вийти на платформах Microsoft Windows і PlayStation 5. Відсутність Xbox Series X|S серед переліку доступних у день виходу платформ викликала занепокоєння серед ігрової спільноти — користувачі консолей сприйняли цю новину як оголошення про угоду на ексклюзивність із Sony. Проте невдовзі Larian спростували ці чутки, вказавши, що версія для Xbox перебуває в розробці, але через проблеми з інтегруванням кооперативного режиму з роздільним екраном у значно слабшу за своїми можливостями Xbox Series S вони були вимушені відкласти анонс для користувачів консолей Microsoft.
Наприкінці червня користувачів консолей від Sony чекало розчарування: розробники оголосили про перенос релізу на PlayStation 5. Новою заявленою датою для них стало 6 вересня глобально і 3 вересня для власників колекційного видання та видання делюкс. Користувачів же ПК-ринку чекало несподіване перенесення дати релізу на місяць раніше: новою датою релізу було названо 3, замість 31 серпня, зазначеного попередньо. Основною причиною такого перенесення слід вважати вересневий реліз Starfield.
Функції ґеймплею, такі як «Магічне Дзеркало», що дозволяє користувачам змінювати зовнішність персонажа, були додані з патчами після релізу. Патч у грудні 2023 року додав два нові режими складності, поліпшення якості життя та новий ігровий епілог, що містить понад 3500 нових реплік діалогів. Фізична версія вийшла у травні 2024 року.
У березні 2024 року Свен Вінке оголосив, що Larian Studios не будуть випускати жодних доповнень або продовжень для Baldur's Gate III, посилаючись на обмеження, пов'язані з розробкою в межах правил D&D, та бажання «передати естафету наступному розробнику» і зайнятися іншими проєктами.
5 вересня 2024 року для ПК-версії вийшло велике оновлення, патч #7, яке додало 13 нових роликів завершення гри (для гравців, які відіграють роль «злого персонажа»), нові «легендарні дії» для босів у режимі честі, покращення оптимізації, виправлення анімацій, баґів а також офіційну підтримку модів разом з інструментарієм для створення модів.

### Політика компанії під час російсько-української війни
Офіс компанії в Санкт-Петербузі, що існував ще з 2014 року, було закрито після початку повномасштабного вторгнення Росії в Україну. BG3 стала першою ААА-грою від зарубіжного розробника з українською локалізацією на релізі та першою грою на рахунку Larian, локалізованою в Україні. Актори озвучування BG3 неодноразово брали участь у благодійних стрімах для допомоги українцям, які стали жертвами російського геноциду[неавторитетне джерело].

## Продажі
Baldur's Gate III стала найбільш продаваною грою як у Steam, так і на GOG.com у день запуску раннього доступу. Лише в Steam гра мала близько 537 000 одночасних гравців у день релізу, досягла піку в понад 712 000 одночасних гравців на 3-й день після релізу і 814 666 гравців на 4-й день, вийшовши на 8-ме місце за кількістю гравців в історії цієї торгової платформи.
За словами директора видавничого відділу Larian, до 26 лютого 2024 року було продано більше 10 мільйонів копій гри.

## Оцінки і нагороди
| Агрегатор  | Оцінка                |
| ---------- | --------------------- |
| Metacritic | ПК: 96/100 PS5:96/100 |
| OpenCritic | 96/100                |

| Видання        | Оцінка        |
| -------------- | ------------- |
| Destructoid    | 10/10         |
| Digital Trends | [ 74 ]        |
| Eurogamer      | [ 75 ]        |
| Game Informer  | 9.5/10        |
| GameSpot       | 10/10         |
| GamesRadar+    | [ 78 ]        |
| IGN            | 10/10         |
| NME            | [ 80 ]        |
| PC Gamer (США) | 97/100        |
| PCGamesN       | 9/10          |
| Polygon        | Рекомендовано |
| Push Square    | 10/10         |
| TechRadar      | [ 84 ]        |
| The Guardian   | [ 85 ]        |
| PC Invasion    | 10/10         |
| RPG Site       | 10/10         |
| The Gamer      | 5/5           |
| VideoGamer     | 10/10         |
| DualSHOCKERS   | 10/10         |
| PC Mag         | 5/5           |

За даними агрегатора рецензій Metacritic, Baldur's Gate III отримала рейтинг «Всесвітнє визнання» і на певний час зайняла місце найвище оціненої гри для ПК на цьому ресурсі з результатом у 97 балів, котрий зрештою опустився до 96.
Більшість критиків залишилися в захваті від розмаїття гнучких ігрових механік, які Larian удалося втілити в Baldur's Gate III. Фрейзер Бравн з PC Gamer, котрий оцінив гру найвищим балом за останні 16 років існування цього видання, відмічає, як «вправно гра використовує гнучку природу D&D, перетворюючи її на захопливий симулятор, де, якщо ви можете собі щось уявити, ви, ймовірно, зможете це й зробити. У кожному квесті, головоломці та бойовій зустрічі є дивовижна кількість способів, які ви можете використати, винагороджуючи креативність і допитливість гравців». Джош Бродвелл з Game Informer також хвалить розробників за «вдалу адаптацію настільних механік D&D у форму рольової відеогри, котрі не втрачають потрібної їм варіативності». Він відмічає, що «приголомшлива кількість варіантів і вражаючий рівень глибини та свободи на полі бою повною мірою компенсують відсутність непередбачуваного майстра підземелля для гравців, звиклих до класичних настільних D&D сесій», зауважуючи при цьому, що «для гравців, не знайомих з культовою настільною грою, це може бути важким випробуванням». Його підтримує в цьому Ліана Ґефер з IGN: «Я знаю 5-е видання достатньо добре, тому воно мене не збило з пантелику, але я точно бачу, де інші повністю проігнорували б деякі критичні концепції […], а BG3 не хоче давати їм детальні пояснення. Ви можете обійтися без деяких знань, особливо на нижчому рівні складності, але ви точно не впораєтеся з [тактичним] боєм без [базових знань системи D&D]», порекомендувавши перед проходженням ознайомитися з Підручником Гравця по 5-й редакції.
Не всі критики сприйняли геймдизайн однозначно. Фрейзер Бравн відмітив, що «ви не завжди впевнено можете сказати, яку саме історію пишете, але вас ніколи не покине відчуття, що саме ви є її автором», він також відзначив здатність Larian «зберігати невпинне розмаїття квестів у напрочуд згуртованій манері, переплітаючи між собою сотні різнорідних ниток», назвавши наслідки виборів гравців «монументальними». Опозицію йому у цій тезі склала Рут Кессіді з Eurogamer, розкритикувавши гру за те, як «легко вбити важливих сюжетних персонажів, пропустити або знищити важливу інформацію або зробити жахливий вибір випадково». Елі Джонс із GamesRadar+, незважаючи на поставлену ним найвищу оцінку 5/5, також висловив своє невдоволення нерівномірним темпом розвитку сюжету: «Перш ніж я це усвідомив, я досяг точки неповернення, і кілька квестів тепер були поза межами моєї досяжності. Це відчуття повернулося в третьому акті, де мене майже паралізувало відчуття, що наступне рішення, яке я прийму, може підштовхнути мене до вибору, який я ще не готовий зробити».

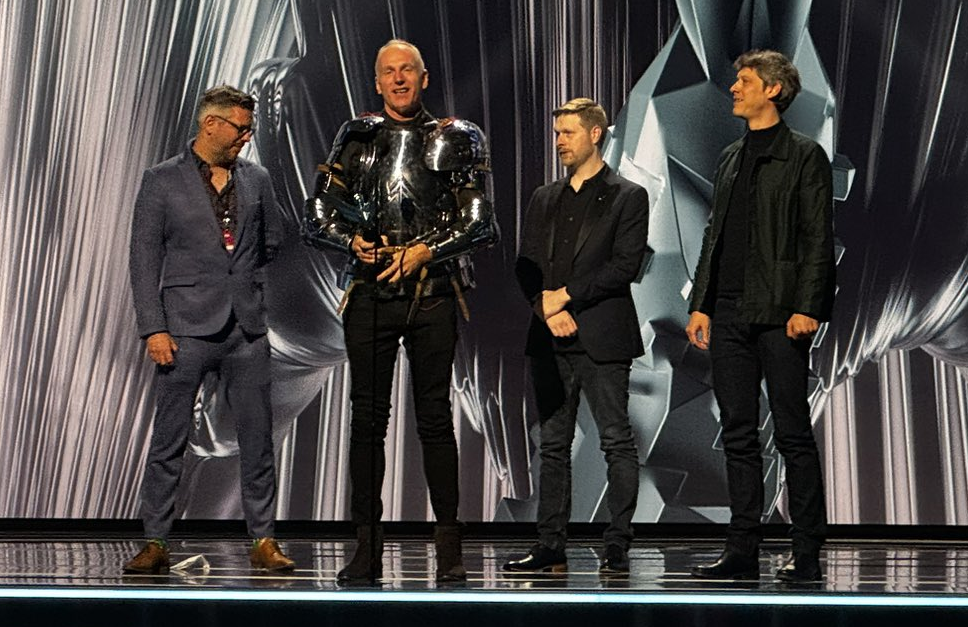
Larian Studios на The Game Awards 2023

Сюжетну складову в цілому оцінили позитивно, хоч і не без долі критики. Рецензент PC Gamer відмічає величезні масштаби гри й наголошує, що вона «настільки глибока, наскільки ж і широка», він упевнений, що «кожен з трьох актів може бути власною епічною рольовою грою, наповненою складними підземеллями, вражаюче пам'ятними квестами та унікальними ігровими мапами, які підтримуються механіками, сповненими справді страхітливої свободи для проходження». Бродвелл не підтримує цю думку й критикує зображення розробниками деяких ігрових фракцій, називаючи їх «двовимірними у своїй жадобі зла», відмічаючи, що «кожне фентезі має свого непоправного поганця, однак відсутність глибшого осмислення виділяється в грі, де комплексність визначає кожного персонажа та проблему, і це увічнює деякі з найбільш суперечливих аспектів расового детермінізму D&D».
Всі видання окремо відмітили супутників, в унісон похваливши акторський склад, проте кожен мав своє окреме сприйняття цієї теми. Браун похвалив сценаристів гри за «яскраві характери персонажів», відзначивши, що «вони мають набагато більше свободи волі, ніж звичайні супутники в рольових відеоіграх, […] і ніколи не відчуваються другорядними. Їхні особисті історії, кожна з яких сповнена трагедій і конфліктів, — нерозривно пов'язані з основним квестом, і кожен напарник вважається таким же важливим, як і персонаж гравця. Це їхня історія так само, як і ваша». Хоча для Бродвелла деякі сюжетні повороти сприймалися «передбачуваними», він відмічає, як сценаристи майстерно переплітають їх з «набагато красивішими та нищівними історіями ваших супутників та інших персонажів, яких ви зустрічаєте». Він називає написання персонажів «незмінно неперевершеним» та «одним з найбільш імерсивних у своєму жанрі». Ґефер окремо відмітила антагоністів гри, сказавши: «Головні лиходії […] написані так само насичено, зі складною мотивацією та власною індивідуальністю, які вносять нові та більші загрози в останню третину цієї епічної пригоди». Кессіді була найбільш критичною щодо сюжетної складової та історій оригінальних персонажів, засуджуючи сценаристів за фансервіс, який вона побачила в сюжетних лінійках деяких із них.
Стосовно технічної складової та продуктивності, на релізі зауважили кілька незначних помилок та збоїв, але нагальних проблем не було, оскільки Larian у перші ж дні почали випускати виправлення. На Steam Deck гра все ж мала деякі проблеми з падінням частоти кадрів. Рецензент Eurogamer мала проблеми з некоректним відображенням уже мертвих у її проходженні персонажів у катсценах та неробочі файли збережень, а також звернула увагу на загальне падіння продуктивності й збільшення кількості багів ближче до фіналу гри.

### Нагороди
| Рік  | Нагорода                        | Категорія                                | Примітки                                                    | Результат | Прим.   |
| ---- | ------------------------------- | ---------------------------------------- | ----------------------------------------------------------- | --------- | ------- |
| 2020 | Hollywood Music in Media Awards | Оригінальна пісня — Відеогра             | «Weeping Dawn» (автор Боріслав Славов)                      | Номінація | [ 95 ]  |
| 2021 | Hollywood Music in Media Awards | Оригінальна пісня — Відеогра             | «I Want to Live» (автор Боріслав Славов)                    | Номінація | [ 96 ]  |
| 2023 | Golden Joystick Awards          | Найкраще оповідання                      | Baldur's Gate 3                                             | Перемога  | [ 97 ]  |
| 2023 | Golden Joystick Awards          | Найкраща ігрова спільнота                | Baldur's Gate 3                                             | Перемога  | [ 97 ]  |
| 2023 | Golden Joystick Awards          | Найкращий візуальний дизайн              | Baldur's Gate 3                                             | Перемога  | [ 97 ]  |
| 2023 | Golden Joystick Awards          | Найкраща ПК-гра                          | Baldur's Gate 3                                             | Перемога  | [ 97 ]  |
| 2023 | Golden Joystick Awards          | Гра року                                 | Baldur's Gate 3                                             | Перемога  | [ 97 ]  |
| 2023 | Golden Joystick Awards          | Найкращий актор другого плану            | Ніл Ньюбон за роль Астаріона                                | Перемога  | [ 97 ]  |
| 2023 | Golden Joystick Awards          | Найкращий актор другого плану            | Амелія Тайлер за роль оповідача (майстра підземелля)        | Номінація | [ 97 ]  |
| 2023 | Golden Joystick Awards          | Студія року                              | Larian Studios                                              | Перемога  | [ 97 ]  |
| 2023 | The Game Awards                 | Гра року                                 | Baldur's Gate 3                                             | Перемога  | [ 98 ]  |
| 2023 | The Game Awards                 | Найкращий геймдизайн                     | Baldur's Gate 3                                             | Номінація | [ 98 ]  |
| 2023 | The Game Awards                 | Найкращий наратив                        | Baldur's Gate 3                                             | Номінація | [ 98 ]  |
| 2023 | The Game Awards                 | Найкраща композиція та музика            | Baldur's Gate 3                                             | Номінація | [ 98 ]  |
| 2023 | The Game Awards                 | Найкраща акторська гра                   | Ніл Ньюбон за роль Астаріона                                | Перемога  | [ 98 ]  |
| 2023 | The Game Awards                 | Найкраща підтримка спільноти             | Baldur's Gate 3                                             | Перемога  | [ 98 ]  |
| 2023 | The Game Awards                 | Найкращий мультиплеєр                    | Baldur's Gate 3                                             | Перемога  | [ 98 ]  |
| 2023 | The Game Awards                 | Найкраща рольова відеогра                | Baldur's Gate 3                                             | Перемога  | [ 98 ]  |
| 2023 | The Game Awards                 | Вибір гравців                            | Baldur's Gate 3                                             | Перемога  | [ 98 ]  |
| 2023 | Hollywood Music in Media Awards | Оригінальна музика — Відеогра            | Боріслав Славов                                             | Номінація | [ 99 ]  |
| 2024 | New York Game Awards            | Гра року                                 | Baldur's Gate 3                                             | Перемога  | [ 100 ] |
| 2024 | New York Game Awards            | Найкращий ігровий сценарій               | Baldur's Gate 3                                             | Перемога  | [ 100 ] |
| 2024 | New York Game Awards            | Найкращий світ                           | Baldur's Gate 3                                             | Номінація | [ 100 ] |
| 2024 | New York Game Awards            | Найкращий саундтрек                      | Baldur's Gate 3                                             | Номінація | [ 100 ] |
| 2024 | New York Game Awards            | Найкраща акторська гра                   | Амелія Тайлер за роль оповідача                             | Номінація | [ 100 ] |
| 2024 | New York Game Awards            | Найкраща акторська гра                   | Ніл Ньюбон за роль Астаріона                                | Номінація | [ 100 ] |
| 2024 | Премія D.I.C.E.                 | Гра року                                 | Свен Вінке, Девід Волгрейв                                  | Перемога  | [ 101 ] |
| 2024 | Премія D.I.C.E.                 | Найкраща рольова відеогра                | Свен Вінке, Девід Волгрейв                                  | Перемога  | [ 101 ] |
| 2024 | Премія D.I.C.E.                 | Видатне досягнення в ігровому напрямку   | Свен Вінке                                                  | Перемога  | [ 101 ] |
| 2024 | Премія D.I.C.E.                 | Видатне досягнення в геймдизайні         | Нік Печенін, Едуард Імбер, Фархан Намдар                    | Перемога  | [ 101 ] |
| 2024 | Премія D.I.C.E.                 | Видатне досягнення у створенні персонажа | Астаріон (Ніл Ньюбон, Адам Сміт, Крістал Дінґ, Стівен Руні) | Номінація | [ 101 ] |
| 2024 | Премія D.I.C.E.                 | Видатне досягнення у створенні персонажа | Карлак (Саманта Берт, Адам Сміт, Крістал Дінґ, Сара Бейлус) | Номінація | [ 101 ] |
| 2024 | Премія D.I.C.E.                 | Видатне досягнення у сюжеті              | Адам Сміт, Крістал Дінґ                                     | Перемога  | [ 101 ] |
| 2024 | БАФТА                           | Найкраща відеогра                        |                                                             | Перемога  | [ 102 ] |
| 2024 | БАФТА                           | Найкраща анімація                        |                                                             | Номінація | [ 102 ] |
| 2024 | БАФТА                           | Художні досягнення                       |                                                             | Номінація | [ 102 ] |
| 2024 | БАФТА                           | Звукові досягнення                       |                                                             | Номінація | [ 102 ] |
| 2024 | БАФТА                           | Найкращий геймдизайн                     |                                                             | Номінація | [ 102 ] |
| 2024 | БАФТА                           | Найкращий мультиплеєр                    |                                                             | Номінація | [ 102 ] |
| 2024 | БАФТА                           | Найкраща музика                          | Боріслав Славов                                             | Перемога  | [ 102 ] |
| 2024 | БАФТА                           | Найкращий наратив                        |                                                             | Перемога  | [ 102 ] |
| 2024 | БАФТА                           | Найкращий виконавець головної ролі       | Ніл Ньюбон (Астаріон)                                       | Номінація | [ 102 ] |
| 2024 | БАФТА                           | Найкращий виконавець головної ролі       | Амелія Тайлер (оповідач)                                    | Номінація | [ 102 ] |
| 2024 | БАФТА                           | Найкращий виконавець головної ролі       | Саманта Берт (Карлак)                                       | Номінація | [ 102 ] |
| 2024 | БАФТА                           | Найкращий виконавець другорядної ролі    | Ендрю Вінкот (Рафаель)                                      | Перемога  | [ 102 ] |
| 2024 | БАФТА                           | Найкращий виконавець другорядної ролі    | Трейсі Вайлз (Джахейра)                                     | Номінація | [ 102 ] |
| 2024 | БАФТА                           | Найкращий виконавець другорядної ролі    | Дейв Джонс (Галсін)                                         | Номінація | [ 102 ] |
| 2024 | Неб'юла                         | Найкращий сценарій                       |                                                             | Перемога  | [ 103 ] |
| 2024 | Г'юго                           | Найкраща гра або інтерактивна робота     |                                                             | Перемога  | [ 104 ] |